# Арпади
Арпади (на унгарски: Árpádok; на хърватски: Arpadovići; на словашки: Arpádovci) е династия унгарски князе (889 – 1000) и крале (1000 – 1301). През Средновековието династията често е наричана „Дом на Светите крале“.

## Историческа справка

### Князе (вождове) на Унгария
- 889 – 907 – Арпад (845/855 – 907), син на Алмош
- 907 – 947 – Жолт (Золтан) (896 – 948/949), син на предходния
- 947 – 952  – Вал (Файс, Лашонц), внук на Арпад
- 952 – 972 Такшон (931 – 972), внук на Арпад
- 972 – 997 – Геза (Ищван) (ок. 940 – 997), син на предходния
- 997 – 1000 – Ищван I Свети (969 – 15.8.1038), син на предходния, от 1000 крал

За основоположник на династията Арпади се приема Арпад (889 – 907), маджарски вожд, който, подложен на натиск от страна на печенегите, повежда народа си от южноруските степи към днешна Унгария. Той воюва с българите и хазарите, а през 906 г. войските му унищожават Великоморавското княжество. През 10-ти век под ръководството на неговия син Жолт (Золтан) (907 – 947) и на внуците му Вал (Файс, Лашонц) (947 – 952) и Такшон (952 – 972) унгарците се превръщат в страшна заплаха за всички свои съседи, особено за Германия, Северна Италия и България. В грабителските си походи те достигат дори до Париж и до пределите на Византия. През 955 г. германският крал Ото I им нанася тежко поражение в битката при река Лех и ги принуждава да ограничат опустошителните си нападения. Консолидирането на страната се свързва с името на княз Геза (Ищван) (972 – 997), син на Такшон, който се покръства и позволява да започне разпространението на християнството в Унгария. Женен е за Аделаида, сестра на полския крал Мешко I Пяст. Баща е на: Ищван I Свети; Саролта, съпруга на бъдещия унгарски владетел Шамуел Аба; Маргарита, омъжена за бъдещия български цар Гаврил Радомир, който се развежда с нея.

### Крале на Унгария
- 1000 – 1038 – Ищван (Стефан) I Свети
- 1038 – 1041, 1044 – 1046 – Петер Орсеоло (1011 – 1046), внук на Ищван (Стефан) I Свети
- 1041 – 1044 – Шамуел Аба (990 – 1044)
- 1046 – 1061 – Андраш (Ендре) I (ок. 1015 – 1061), брат на Бела I
- 1061 – 1063 – Бела I (1016 – 11.9.1063), брат на Андраш (Ендре) I
- 1063 – 1074 – Шаламон (1051/52 – 3.1087), син на Андраш (Ендре) I
- 1074 – 1077 – Геза I (ок. 1040 – 24.4.1077), син на Бела I
- 1077 – 1095 – Ласло I Свети (27.6.1046 – 29.7.1095), син на Бела I, крал на Хърватия (1091 – 1092)
- 1095 – 1116 – Калман Книжник (1070 – 3.2.1116), син на Геза I
- 1116 – 1131 – Ищван II (1101 – 3.4.1131), син на предходния
- 1131 – 1141 – Бела II Слепия (1108 – 13.2.1141), племенник на Калман Книжник
- 1141 – 1161 – Геза II (1130 – 31.5.1161), син на предходния
- 1161, 1163 – 1172 – Ищван III (ок. 1147 – 4.3.1172), син на предходния
- 1161 – 1162 – Ласло II (1131 – 14.1.1162), син на Бела II Слепия
- 1162 – 1163 – Ищван IV (1133 – 11.4.1165), син на Бела II Слепия
- 1172 – 1196 – Бела III (ок. 1148 – 23.4.1196), син на Геза II
- 1196 – 1204 – Имре (1174 – 30.11.1204), син на предходния
- 1204 – 1205 – Ласло III (1199 – 7.5.1205), син на предходния
- 1205 – 1235 – Андраш (Ендре) II (1176 – 26.10.1235), син на Бела III, княз галицки (Андрей 1188 – 1191)
- 1235 – 1270 – Бела IV (20.11.1206 – 3.5.1270), син на предходния
- 1270 – 1272 – Ищван V (18.10.1239 – 1.8.1272), син на предходния
- 1272 – 1290 – Ласло IV Кун (5.8.1262 – 10.7.1290), син на предходния
- 1290 – 1301 – Андраш (Ендре) III (1265 – 14.1.1301), внук на Андраш (Ендре) II

Ищван (Стефан) I Свети (997 – 1038) е покръстен през 985 г. заедно с баща си, когото по-късно наследява. Стреми се да устрои държавата по модела на съседна Германия. Като защитник на папския престол през 1000 г. той получава кралска титла и корона от папа Силвестър II. Макар делото му да е отчасти заличено от следващите владетели, върнали се към езичеството, Ищван І се смята за основател на унгарската християнска държава. Провъзгласен е за светец през 1078 г. Той сключва брак с Гизела, дъщеря на баварския херцог Хайнрих II Свадливия и сестра на германския император Хайнрих II. Синът му Имре (1007 – 1031), негов съвладетел е женен за Аргира, дъщеря на византийския император Роман III Аргир и е канонизиран заедно с баща си. Кралят има и дъщеря Гизела, съпруга на венецианския дож Одоне Орсеоло. След смъртта на Ищван (Стефан) I Унгария е обхваната от размирици, предизвикани от надигането на езическа реакция и борби за престола. Първоначално за крал е обявен внукът му Петер Орсеоло (1038 – 1041 и 1044 – 1046), син на дъщеря му Гизела. Той трябва да отстоява правата си срещу Шамуел Аба (1041 – 1044), съпруг на кралската сестра Саролта. След смъртта на Петер Орсеоло короната преминава у представителите на младшия клон на Алпадите.
Основоположник на този клон е Михай, брат на княз Геза (Ищван). Михай има двама синове: Вазул (†1037) и Ласло Сар (†1030), сключил брак с Предислава, дъщеря на великия киевски княз Владимир I Рюрикович. Вазул е баща на бъдещите владетели: Андраш (Ендре) I и Бела I. Андраш (Ендре) I (1046 – 1061) застава начело на Унгария, подкрепен от местната аристокрация. С помощта на брат си Бела той побеждава в много битки войските на германския император Хайнрих III. Жени се за Анастасия, дъщеря на великия киевски княз Ярослав I Рюрикович. Има един син, бъдещия крал Шаламон. В края на живота си Андраш І влиза в конфликт с брат си Бела І и загива в хода на борбата с него.
При провъзгласяването си за крал Бела I (1061 – 1063) християнството окончателно укрепва позициите на Унгария. Взема за съпруга Рикса, дъщеря на полския крал Мешко II Лямберт, от която има седем деца: Ланка, омъжена за руския княз Ростислав Всеволодович; Аделаида – за чешкия крал Вратислав II Пшемислович; Елена – за хърватския крал Димитър Звонимир; София, която има два брака – с Улрих I, княз на Истрия и със саксонския херцог Магнус; Мария, съпруга на византийския деспот Андроник Дука; Геза I; Ласло I Свети. След смъртта на Бела І за крал е провъзгласен племенникът му Шаламон (1063 – 1074), единствен син на Андраш (Ендре) I. Той няма деца от брака си с Юдит, дъщеря на германския император Хайнрих III. Свален е от престола и завършва живота си през март 1087 г. като отшелник в Истрия.
Властта преминава у братовчед му Геза I (1074 – 1077), първородния син на Бела I. Новият крал успява да сложи край на размириците и укрепва централното управление в страната. Сключва брак със Синадина, дъщеря на Теодул Синадин. Баща е на Алмош (†1129), херцог на Славония. От византийската наложница Геза І има един незаконнороден син – Калман Книжник. Славонският херцог Алмош се жени за Предислава, дъщеря на великия киевски княз Святополк II Рюрикович, която ражда четири деца: Бела II Слепия; Аделаида, омъжена за чешкия княз Собеслав I Пшемислович; Ержибет, съпруга на великополския княз Мешко III; Хедвига, сключила брак с Албрехт, син на херцог Леополд III фон Бабенберг.
Геза I е наследен от по-малкия си брат Ласло I Свети (1077 – 1095). Един от забележителните унгарски владетели, той води успешни войни с печенегите и куманите, присъединява Хърватско и Босна (1091) и покровителства църквата. Умира в разгара на подготовката си за участие в Първия кръстоносен поход и е обявен за светец през 1192 г. Жени се два пъти: за Юдит, бивша съпруга на крал Шаламон и за Предислава, дъщеря на великия киевски княз Светослав II Рюрикович. Има две дъщери: Ирина, която става византийска императрица чрез брака си с Йоан II Комнин и Еуфемия, съпруга на оломоуцкия владетел Ото I Пшемислович.
След смъртта на Ласло I на престола се възкачва незаконнородения му племенник Калман Книжник (1095 – 1116). В отговор на това легитимният наследник Алмош, син на Геза I вдиа бунт, но е заловен, ослепен и накрая отровен. За да получчи излаз на Адриатическо море Калман овладява Хърватско и част от Далмация, спечелвайки си за врагове венецианците, византийците, норманите от Сицилия и папата. Кралят е принуден да воюва с тях, за да защити завоеванията си. Сключва първи брак с Бузила (Фелиция), дъщеря на великия граф на Сицилия Руджеро I. От втората си съпруга Ефросина, дъщеря на великия кеивски княз Владимир II Мономах той има две деца: София, омъжена за киевския болярин Владимир Володарович и Ищван II.
Крал Ищван II (1116 – 1131) води продължителни, но неуспешни бойни действия срещу Венеция, Киевска Русия и Чехия. Няма наследници от Аделаида, дъщеря на бургграф Щефан фон Райденбург, затова абдикира в полза на братовчед си Бела II (1131 – 1141), син на принц Алмош. Новият владетел е ослепен на младини заедно с баща си от своя чичо Калман Книжник, но въпреки това заема престола. Сключва брак с Елена, дъщеря на сръбския жупан Урош I Неманич, а след като овдовява – със София, дъщеря на великия киевски княз Владимир II Мономах. Негови синове са: Геза II; Ласло II и Ищван IV. Има и дъщеря Елена, омъжена за чешкия принц Святоплук Пшемислович.
Бела II е наследен от първородния си син Геза II (1141 – 1161). По негово време държавата търпи упадък вследствие на многобройните му неуспешни войни. Кралят се жени за Ефросина, дъщеря на великия киевски княз Мстислав I Рюрикович, от която има четири деца: Ищван III; Бела III; Ержибет, дадена за съпруга на чешкия княз Фредерик; Илона, омъжена за херцог Леополд V Бабенберг. След смъртта на Геза II на трона се възкачна неговият по-голям син Ищван III (1161, 1163 – 1172). Скоро след това короната му е отнета от чичо му Ласло II (1161 – 1162). Не след дълго той умира, без да остави потомци и властта преминава в ръцете на Ищван IV (1162 – 1163), третия син на Бела II. Той също няма наследници от браковете си с Юдита, дъщеря на зноеймския владетел Конрад II Пшемислович и с Мария, внучка на византийския император Йоан II Комнин. На престола е възстановен Ищван III, който бързо укрепва позициите си. Взема за съпруга Агнес, дъщеря на австрийския херцог Хайнрих II Язомиргот, а синът на херцога, бъдещият владетел Леополд V Бабенберг, получава ръката на кралската сестра Елена. Тъй като Ищван III няма деца, наследява го брат му Бела III (1172 – 1196). Новият владетел води успешни войни с византийците и разширява унгарските територии на Балканите. Жени се последователно за Маргарита, дъщеря на френския крал Луи VII; за Агнес, дъщеря на Рено дьо Шатийон и за Мария, дъщеря на византийския василевс Мануил I Комнин. Баща е на: Маргарита, омъжена за византийския император Исак II Ангел, а след неговата смърт – за маркиз Бонифаций Монфератски, крал на Солун; Ержибет (Елизабет), сключила брак с чешкия крал Бедржих Пшемислович; Констанция, втора съпруга на чешкия крал Отокар I; Имре; Андраш (Ендре) II.
След смъртта на Бела III короната преминава у първородния му син Имре (1196 – 1204). Той прави неуспешен опит да отнеме северозападните български земи от цар Калоян. През 1202 г. рицарите на Четвъртия кръстоносен поход превземат подвластния му град Зара (Задар) в Далмация и го предават на Венеция. Имре се жени за Констанца, дъщеря на крал Алфонсо II Арагонски. Единственият му син Ласло III (1204 – 1205) управлява Унгария само една година, след което за крал е обявен Андраш (Ендре) II (1205 – 1235). Недалновиден владетел, той утежнява финансовото състояние на държавата с безрезултатното си участие в Петия кръстоносен поход. Завърнал се в страната си, Андраш ІІ е принуден да признае с була през 1222 г. привилегиите на аристокрацията и клира. Има три брака: с Гертруда, дъщеря на граф Бертхолд фон Мерания; с Йоланда, дъщеря на Пиер II дьо Куртене, латински император на Константинопол; с Беатриче, дъщеря на ферарския владетел Алдобрандино I д'Есте. Негови деца са: Бела IV; Калман (†1220), който няма потомци от съпругата си Саломея, дъщеря на краковско-сандомирския княз Лешек Бели; Анна-Мария, българска царица, омъжена за Иван Асен II; Ержибет (Елизабет), сключила брак с тюрингския ландграф Лудвиг V, канонизирана от църквата през 1235 г.; Ищван, женен за венецианката Томазина Морозини и баща на бъдещия крал Андраш (Ендре) III; Йоланда, втора съпруга на крал Хайме I Арагонски.
Андраш (Ендре) II е наследен от първородния си син Бела IV (1235 – 1270). През 1241 г. той претърпява тежко поражение от татарите при Мохач. Отнема Белград и Браничево от българския цар Михаил II Асен и без особен успех оспорва наследството на австрийските Бабенберги. Като престолонаследник се сгодява за дъщерята на българския цар Борил. По-късно се жени за Мария, дъщеря на никейския император Теодор I Ласкарис. От този брак се раждат: Ищван V; Бела (1243 – 1269), сключил брак с Кунегунда, дъщеря на маркграф Ото III фон Бранденбург; Анна, омъжена за бившия смоленски княз Ростислав Михайлович, станал унгарски васал и бан на Мачва.; Ержибет (Елизабет), съпруга на Хайнрих XIII фон Вителсбах, херцог на Долна Бавария; Кунегунда, сключила брак с краковско-сандомирския княз Болеслав V Срамежливи; Елена (Йоланта), омъжена за полския княз Болеслав Набожни.
След смъртта на Бела IV на престола се възкачва синът му Ищван V (1270 – 1272). Той завлядява редица крепости по течението на Средния Дунав. Взема за съпруга покръстената куманка Ержибет (Елизабет), която му ражда пет деца: Анна, сключчила брак с византийския имперотор Андроник II Палеолог; Ержибет (Елизабет), втора съпруга на сръбския крал Стефан II Милутин; Каталина, омъжена за сръбския крал Стефан Драгутин; Ласло IV Кун; Мария, дадена за жена на неаполитанския крал Карло II д'Анжу.
Ищван V е наследен от сина си Ласло IV Кун (1272 – 1290). Новият унгарски владетел воюва с чешкия крал Отокар II в съюз с германския император Рудолф I фон Хабсбург, който впоследствие го изоставя. Няма деца от съпругата си Мария, дъщеря на сицилианския крал Карло I д'Анжу. Пленен от куманите, той завещава короната на Андраш (Ендре) III, син на принц Ищван Арпад и внук на Андраш (Ендре) II.
Андраш (Ендре) III (1290 – 1301) е последният представител на династията Арпад. Той е принуден да води тежка борба със своя братовчед, неаполитанския принц Карло-Мартело д’Анжу, който оспорва трона му. Сключва първи брак с Фенена, дъщеря на куявския княз Жемомисъл Пяст, от която има дъщеря Ержибет (Елизабет), сгодена за чешкия крал Вацлав III. След смъртта ѝ се жени за Агнес, дъщеря на германския император Албрехт I фон Хабсбург, от която няма деца. Умира в изгнание във Венеция. След смъртта на Андраш (Ендре) III унгарският престол се заема от династията Анжу.
Официалната пряка мъжка линия се пресича през 1301, но, съгласно семейните легенди, преки потомци на Арпадите по мъжка линия са белгийския дворянски род Круа и шотландския клан Дръмонд.

## Светци и блажени от династията Арпади
Много членове на рода са били канонизирани и беатифицирани:
- Ищван (Стефан) I Свети, канонизиран през 1078 (и канонизиран от Православната църква, през 2000) г.
- Света Гизела, канонизирана през 1975 г.
- Свети Емерик, канонизиран през 1083 г.
- Свети Ласло I, канонизиран през 1192 г.
- Света Елизабета, канонизирана през 1235 г.
- Света Кунигунда – княгиня на Краков, покровителка на бедните и на добиващите сол, канонизирана през 1999 г.
- Света Йоланда, блажена, беатифицирана през 1631 г.
- Света Маргарита, канонизирана през 1943 г.
- Света Агнеса Чешка
- Света Пирошка (Ирина), дъщеря на Ласло I, канонизирана от Православната църква.